# Apport

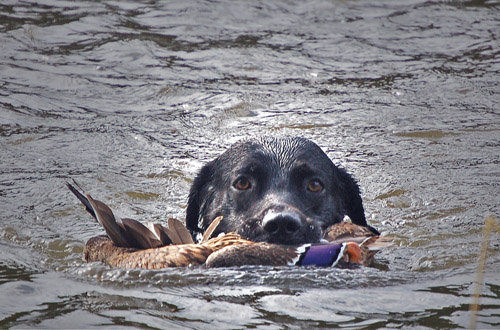
Jaktlabrador apporterar skjuten gräsand.

Apport (franska apporte, imperativ av apporter, ’bära fram’) är ett kommando som ges till hundar att söka och hämta ett föremål. Kommandot används vid jakt för att låta hämta mindre byten, framför allt fåglar, men även ett mycket populärt sätt att ge sällskapshundar motion, vanligen genom att en pinne eller en leksak slängs iväg, vilken hunden sedan får antingen jaga i farten eller söka och sedan apportera.
För apportering vid jakt används framför allt de olika retrieverraserna som har speciellt framavlade apportegenskaper.
Apportering ingår som moment i flera hundsporter som lydnadsprov och bruksprov (samtliga de fyra grenarna rapport, skydds, spår och sök) samt i jaktprov för apporterande hund, grythund, stående fågelhund och stötande hund samt i särskilt apporteringstest.